# 80. ročník udílení Zlatých glóbů
80. ročník udílení Zlatých glóbů se konal dne 10. ledna 2023 v The Beverly Hilton v Beverly Hills, přičemž byl živě vysílán na stanici NBC a na streamovací platformě Peacock. Ceremoniál moderoval Jerrod Carmichael.
Hollywoodská asociace zahraničních novinářů oznámila nominace dne 12. prosince 2022. Nominace měli otec a dcera vyhlásit George a Mayan Lopezovi, ale poté, co byl George pozitivně testován na covid-19, jej nahradila herečka Selenis Leyva. Současně také bylo oznámeno, že laureátem ceny Cecila B. DeMilla se stane Eddie Murphy a laureátem ceny Carol Burnett se stane Ryan Murphy.
Film Víly z Inisherinu získal celkem osm nominací, včetně nominací na nejlepší film (komedie / muzikál) a nejlepšího režiséra, což je nejvíce od roku 2004, kdy stejný počet nominací obdržel film Návrat do Cold Mountain.

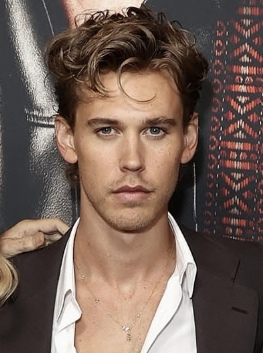
Austin Butler, vítěz v kategorii nejlepší mužský herecký výkon v dramatu

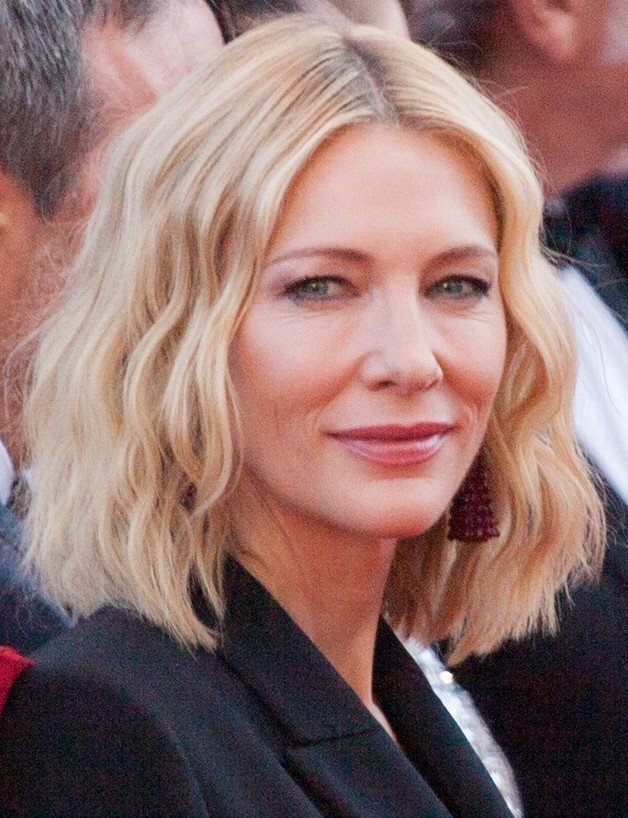
Cate Blanchettová, vítězka v kategorii nejlepší ženský herecký výkon v dramatu

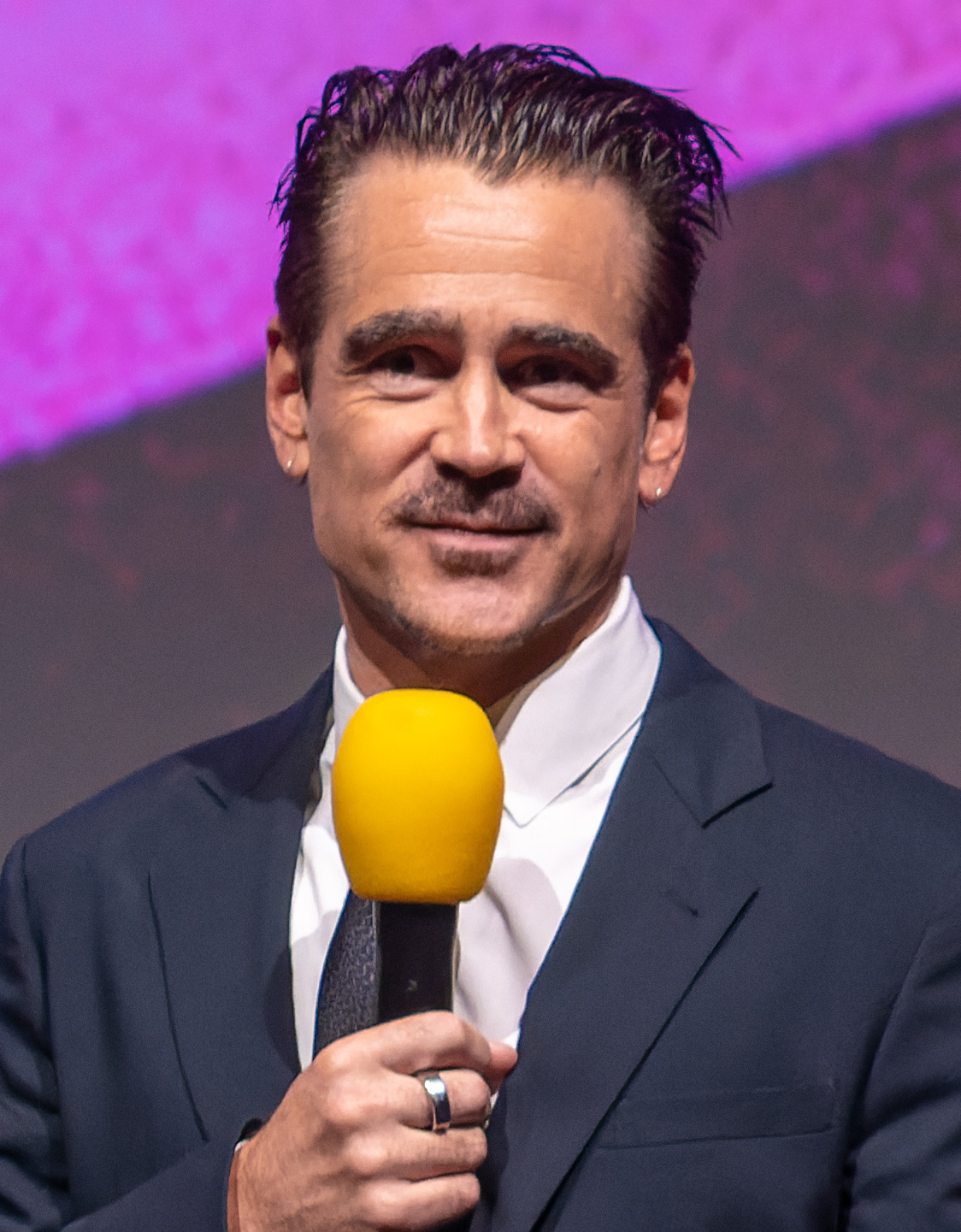
Colin Farrell, vítěz v kategorii nejlepší mužský herecký výkon v dramatu

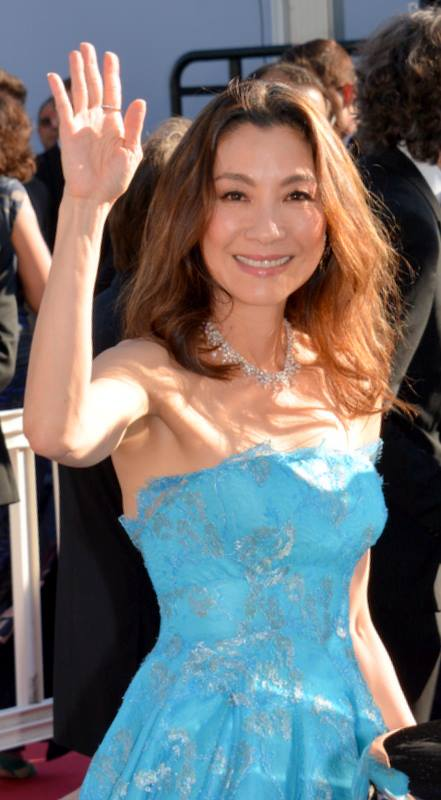
Michelle Yeoh, vítězka v kategorii nejlepší ženský herecký výkon v komedii nebo muzikálu

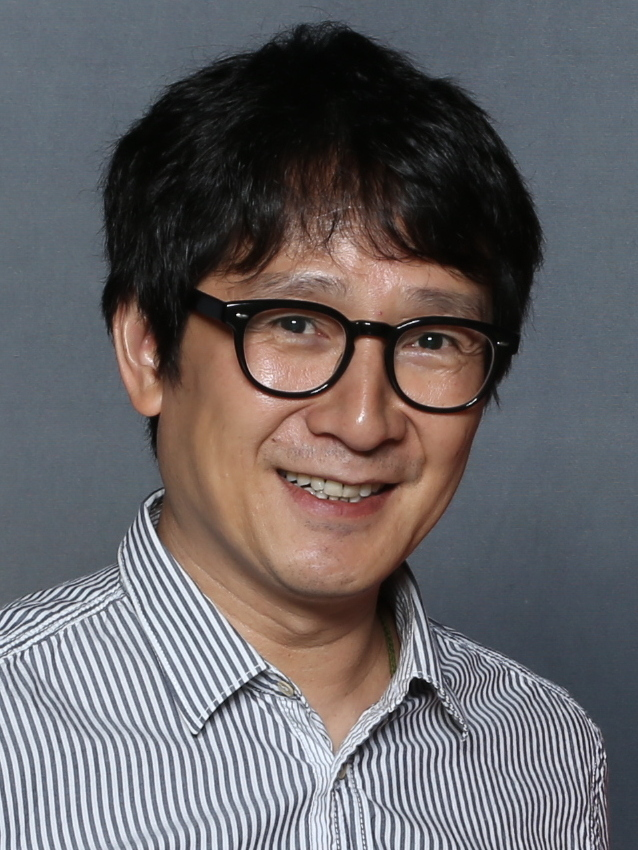
Ke Huy Quan, vítěz v kategorii nejlepší mužský herecký výkon ve vedlejší roli

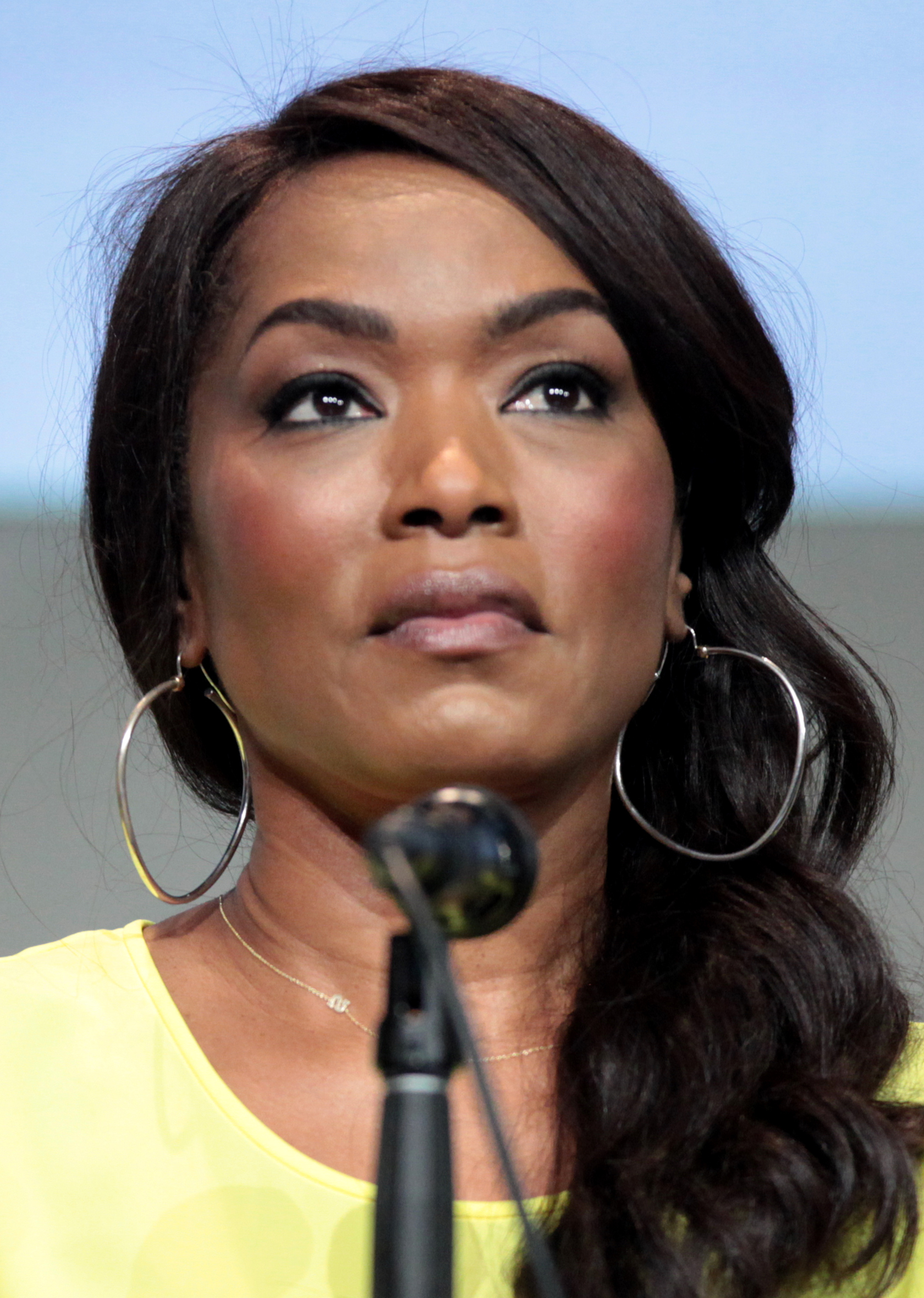
Angela Bassettová, vítězka v kategorii nejlepší ženský herecký výkon ve vedlejší roli

## Nominovaní
Vítěz je uveden jako první a je označen tučně.

### Film
| Nejlepší film (drama) | Nejlepší film (komedie / muzikál) |
| --- | --- |
| Fabelmanovi - Avatar: The Way of Water - Elvis - Tár - Top Gun: Maverick | Víly z Inisherinu - Babylon - Všechno, všude, najednou - Na nože: Glass Onion - Trojúhelník smutku |
| Nejlepší herec (drama) | Nejlepší herečka (drama) |
| Austin Butler jako Elvis Presley – Elvis - Brendan Fraser jako Charlie – Velryba - Hugh Jackman jako Peter Miller – Syn - Bill Nighy jako Mr. Williams – Living - Jeremy Pope jako Ellis French – The Inspection                                                     | Cate Blanchett jako Lydia Tár – Tár - Olivia Colmanová jako Hilary Small – Říše světla - Viola Davis jako General Nanisca – Válečnice - Ana de Armas jako Marilyn Monroe – Blondýnka - Michelle Williamsová jako Mitzi Schildkraut-Fabelman – Fabelmanovi |
| Nejlepší herec (komedie / muzikál) | Nejlepší herečka (komedie / muzikál) |
| Colin Farrell jako Pádraic Súilleabháin – Víly z Inisherinu - Diego Calva jako Manny Torres – Babylon - Daniel Craig jako detektiv Benoit Blanc – Na nože: Glass Onion - Adam Driver jako Jack Gladney – Bílý šum - Ralph Fiennes jako Chef Julian Slowik – Menu     | Michelle Yeoh jako Evelyn Quan Wang – Všechno, všude, najednou - Lesley Manville jako Ada Harrisová – Paní Harrisová jede do Paříže - Margot Robbie jako Nellie LaRoy – Babylon - Anya Taylor-Joy jako Margot Mills / Erin – Menu - Emma Thompsonová jako Nancy Stokes / Susan Robinson – Hodně štěstí, pane Veliký                                                                                         |
| Nejlepší herec ve vedlejší roli | Nejlepší herečka ve vedlejší roli |
| Ke Huy Quan jako Waymond Wang – Všechno, všude, najednou - Brendan Gleeson jako Colm Doherty – Víly z Inisherinu - Barry Keoghan jako Dominic Kearney – Víly z Inisherinu - Brad Pitt jako Jack Conrad – Babylon - Eddie Redmayne jako Charles Cullen – Dobrá sestra | Angela Bassettová jako Ramonda – Black Panther: Wakanda nechť žije - Kerry Condon jako Siobhán Súilleabháin – Víly z Inisherinu - Jamie Lee Curtis jako Deirdre Beaubeirdre – Všechno, všude, najednou - Dolly de Leon jako Abigail – Trojúhelník smutku - Carey Mulliganová jako Megan Twohey – Když promluvila                                                                                            |
| Nejlepší režisér | Nejlepší scénář |
| Steven Spielberg – Fabelmanovi - James Cameron – Avatar: The Way of Water - Daniel Kwan a Daniel Scheinert – Všechno, všude, najednou - Baz Luhrmann – Elvis - Martin McDonagh – Víly z Inisherinu                                                                   | Martin McDonagh – Víly z Inisherinu - Todd Field – Tár - Daniel Kwan a Daniel Scheinert – Všechno, všude, najednou - Sarah Polley – Women Talking - Steven Spielberg a Tony Kushner – Fabelmanovi |
| Nejlepší hudba | Nejlepší filmová píseň |
| Justin Hurwitz – Babylon - Carter Burwell – Víly z Inisherinu - Alexandre Desplat – Pinocchio Guillerma del Tora - Hildur Guðnadóttir – Women Talking - John Williams – Fabelmanovi                                                                                  | „Naatu Naatu“ (M. M. Keeravani, Kaala Bhairava a Rahul Sipligunj) – RRR - „Carolina“ (Taylor Swift) – Kde zpívají raci - „Ciao Papa“ (Alexandre Desplat, Roeban Katz a Guillermo del Toro) – Pinocchio Guillerma del Tora - „Hold My Hand“ (Lady Gaga, BloodPop, and Benjamin Rice) – Top Gun: Maverick - „Lift Me Up“ (Tems, Rihanna, Ryan Coogler a Ludwig Göransson) – Black Panther: Wakanda nechť žije |
| Nejlepší animovaný film | Zlatý glóbus za nejlepší cizojazyčný film |
| Pinocchio Guillerma del Tora - Inu-ó - Marcel the Shell with Shoes On - Kocour v botách: Poslední přání - Proměna | Argentina, 1985 (Argentina) - Na západní frontě klid (Německo) - Blízko (Belgie) - Podezřelá (Jižní Korea) - RRR (Indie) |

### Televize
| Nejlepší seriál (drama) | Nejlepší seriál (komedie / muzikál) |
| --- | --- |
| Rod draka (HBO) - Volejte Saulovi (AMC) - Koruna (Netflix) - Ozark (Netflix) - Odloučení (Apple TV+) | Základka Willarda Abbotta (ABC) - Medvěd (FX on Hulu) - Stále v kurzu (HBO Max) - Jen vraždy v budově (Hulu) - Wednesday (Netflix) |
| Nejlepší herec v seriálu (drama) | Nejlepší herečka v seriálu (drama) |
| Kevin Costner jako John Dutton – Yellowstone (Paramount Network) - Jeff Bridges jako Dan Chase / Henry Dixon / Johnny Kohler – Starej chlap (FX) - Diego Luna jako Cassian Andor – Andor (Disney+) - Bob Odenkirk jako Jimmy McGill / Saul Goodman – Volejte Saulovi (AMC) - Adam Scott jako Mark Scout – Odloučení (Apple TV+)    | Zendaya jako Rue Bennettová – Euforie (HBO) - Emma D'Arcy jako princezna Rhaenyra Targaryen – Rod draka (HBO) - Laura Linneyová jako Wendy Byrdeová – Ozark (Netflix) - Imelda Staunton jako královna Alžběta II. – Koruna (Netflix) - Hilary Swanková jako Eileen Fitzgerald – Alaska Daily (ABC)                                                               |
| Nejlepší herec v seriálu (komedie / muzikál) | Nejlepší herečka v seriálu (komedie / muzikál) |
| Jeremy Allen White jako Carmen „Carmy“ Berzatto – Medvěd (FX on Hulu) - Donald Glover jako Earnest „Earn“ Marks – Atlanta (FX) - Bill Hader jako Barry Berkman / Barry Block – Barry (HBO) - Steve Martin jako Charles-Haden Savage – Jen vraždy v budově (Hulu) - Martin Short jako Oliver Putnam – Jen vraždy v budově (Hulu)    | Quinta Brunson jako Janine Teagues – Základka Willarda Abbotta (ABC) - Kaley Cuoco jako Cassandra „Cassie“ Bowden – Letuška (HBO Max) - Selena Gomez jako Mabel Mora – Jen vraždy v budově (Hulu) - Jenna Ortega jako Wednesday Addamsová – Wednesday (Netflix) - Jean Smartová jako Deborah Vance – Stále v kurzu (HBO Max)                                     |
| Nejlepší herec v minisérii nebo TV filmu | Nejlepší herečka v minisérii nebo TV filmu |
| Evan Peters jako Jeffrey Dahmer – Monstrum: Příběh Jeffreyho Dahmera (Netflix) - Taron Egerton jako James „Jimmy“ Kean – Volavka (Apple TV+) - Colin Firth jako Michael Peterson – Schodiště (HBO Max) - Andrew Garfield jako detektiv Jeb Pyre – Ve jménu nebes (FX on Hulu) - Sebastian Stan jako Tommy Lee – Pam & Tommy (Hulu) | Amanda Seyfriedová jako Elizabeth Holmesová – Kauza Theranos (Hulu) - Jessica Chastainová jako Tammy Wynette – George & Tammy (Showtime) - Julia Garner jako Anna Sorokin / Anna Delvey – Neskutečná Anna (Netflix) - Lily James jako Pamela Anderson – Pam & Tommy (Hulu) - Julia Roberts jako Martha Mitchell – Gaslit (Starz)                                 |
| Nejlepší herec ve vedlejší roli v seriálu (komedie / muzikál nebo drama) | Nejlepší herečka ve vedlejší roli v seriálu (komedie / muzikál nebo drama) |
| Tyler James Williams jako Gregory Eddie – Základka Willarda Abbotta (ABC) - John Lithgow jako Harold Harper – Starej chlap (FX) - Jonathan Pryce jako princ Philip – Koruna (Netflix) - John Turturro jako Irving Bailiff – Odloučení (Apple TV+) - Henry Winkler jako Gene Cousineau – Barry (HBO)                                | Julia Garner jako Ruth Langmoreová – Ozark (Netflix) - Elizabeth Debicki jako princezna Diana – Koruna (Netflix) - Hannah Einbinder jako Ava Daniels – Stále v kurzu (HBO Max) - Janelle James jako Ava Coleman – Základka Willarda Abbotta (ABC) - Sheryl Lee Ralph jako Barbara Howard – Základka Willarda Abbotta (ABC)                                       |
| Nejlepší herec ve vedlejší roli v minisérii nebo TV filmu | Nejlepší herečka ve vedlejší roli v minisérii nebo TV filmu |
| Paul Walter Hauser jako Larry Hall – Volavka (Apple TV+) - F. Murray Abraham jako Bert Di Grasso – Bílý lotos (HBO) - Domhnall Gleeson jako Sam Fortner – Pacient (FX on Hulu) - Richard Jenkins jako Lionel Dahmer – Monstrum: Příběh Jeffreyho Dahmera (Netflix) - Seth Rogen jako Rand Gauthier – Pam & Tommy (Hulu)            | Jennifer Coolidge jako Tanya McQuoidová-Hunt – Bílý lotos (HBO) - Claire Danesová jako Rachel Flieshman – Fleishman v průšvihu (FX on Hulu) - Daisy Edgar-Jones jako Brenda Lafferty – Ve jménu nebes (FX on Hulu) - Niecy Nash jako Glenda Clevelandová – Monstrum: Příběh Jeffreyho Dahmera (Netflix) - Aubrey Plaza jako Harper Spillerová – Bílý lotos (HBO) |
| Nejlepší minisérie nebo TV film | |
| Bílý lotos (HBO) - Volavka (Apple TV+) - Monstrum: Příběh Jeffreyho Dahmera (Netflix) - Kauza Theranos (Hulu) - Pam & Tommy (Hulu) | |